# 12-я гвардейская штурмовая авиационная дивизия
12-я гвардейская штурмовая авиационная Рославльская Краснознамённая ордена Богдана Хмельницкого дивизия (12-я гв. шад) — соединение Военно-Воздушных сил (ВВС) Вооружённых Сил РККА штурмовой авиации, принимавшее участие в боевых действиях Великой Отечественной войны.

## Наименования дивизии
- 203-я смешанная авиационная дивизия;
- 231-я штурмовая авиационная дивизия;
- 231-я штурмовая авиационная Рославльская дивизия;
- 12-я гвардейская штурмовая авиационная Рославльская дивизия;
- 12-я гвардейская штурмовая авиационная Рославльская Краснознамённая дивизия;
- 12-я гвардейская штурмовая авиационная Рославльская Краснознамённая ордена Богдана Хмельницкого дивизия;
- Полевая почта 10215.

## Создание дивизии
231-я штурмовая авиационная Рославльская дивизия за образцовое выполнение заданий командования и проявленные при этом мужество и героизм Приказом НКО СССР переименована 27 октября 1944 года в 12-ю гвардейскую штурмовую авиационную Рославльскую дивизию.

## Расформирование дивизии
12-я гвардейская штурмовая авиационная Рославльская Краснознамённая ордена Богдана Хмельницкого дивизия в мае 1947 года была расформирована в составе 3-го гвардейского штурмового авиационного корпуса 17-й воздушной армии Южной группы войск в городе Плевен (Болгария).

## В действующей армии
В составе действующей армии:
- с 27 октября 1944 года по 11 мая 1945 года.

## Командир дивизии
| Звание                  | Имя                       | Период             | Примечание |
| ----------------------- | ------------------------- | ------------------ | ---------- |
| подполковник, полковник | Чижиков Леонид Алексеевич | 17.02.43 — 05.1946 |            |
| полковник               | Донченко Семён Алексеевич | 06.1946 — 10.1946  |            |
| полковник               | Полушко Фёдор Иванович    | 10.1946 — 04.1948  |            |

## В составе объединений
| Дата          | Фронт (округ)        | Армия                | Корпус                                       | Примечания |
| ------------- | -------------------- | -------------------- | -------------------------------------------- | ---------- |
| 27.10.1944 г. | 2-й Украинский фронт | 5-я воздушная армия  | 3-й гвардейский штурмовой авиационный корпус | -          |
| 11.05.1945 г. | 2-й Украинский фронт | 5-я воздушная армия  | 3-й гвардейский штурмовой авиационный корпус | -          |
| 10.06.1945 г. | Южная группа войск   | 17-я воздушная армия | 3-й гвардейский штурмовой авиационный корпус | -          |
| 01.05.1946 г. | Южная группа войск   | 17-я воздушная армия | 3-й гвардейский штурмовой авиационный корпус | -          |

## Части и отдельные подразделения дивизии
За весь период своего существования боевой состав дивизии претерпевал изменения:
| Период                  | Наименование                                 | Вооружение |
| ----------------------- | -------------------------------------------- | ---------- |
| 27.10.1944 — 01.05.1947 | 187-й гвардейский штурмовой авиационный полк | Ил-2       |
| 27.10.1944 — 01.05.1947 | 188-й гвардейский штурмовой авиационный полк | Ил-2       |
| 27.10.1944 — 01.05.1947 | 190-й гвардейский штурмовой авиационный полк | Ил-2       |

## Боевой состав на 1947 год
| Наименование                                 | Вооружение, базирование          |
| -------------------------------------------- | -------------------------------- |
| 187-й гвардейский штурмовой авиационный полк | Ил-2, Плевен (Болгария)          |
| 188-й гвардейский штурмовой авиационный полк | Ил-2, Карлово (Болгария)         |
| 190-й гвардейский штурмовой авиационный полк | Ил-2, Граф-Игнатиево, (Болгария) |

## Участие в операциях и битвах
- Будапештская стратегическая наступательная операция с 29 октября 1944 года по 13 февраля 1945 года
  - Кечкемет-Будапештская наступательная операция с 19 октября 1944 года по 10 декабря 1944 года
  - Сольнок-Будапештская наступательная операция с 19 октября 1944 года по 10 декабря 1944 года
  - Ньиредьхаза-Мишкольцкая наступательная операция с 1 ноября 1944 года по 31 декабря 1944 года
  - Эстергом-Комарновская наступательная операция с 20 декабря 1944 года по 15 января 1945 года
  - Штурм Будапешта с 27 декабря 1944 года по 13 февраля 1945 года
- Венская стратегическая наступательная операция с 13 марта 1945 года по 15 апреля 1945 года
  - Дьерская наступательная операция с 13 марта 1945 года по 4 апреля 1945 года
- Пражская наступательная операция с 6 мая 1945 года по 11 мая 1945 года
  - Йиглаво-Бенешовская наступательная операция с 6 мая 1945 года по 11 мая 1945 года
- Банска-Быстрицкая наступательная операция с 16 февраля 1945 года по 8 мая 1945 года
- Братиславско-Брновская наступательная операция с 25 марта 1945 года по 5 мая 1945 года

## Почётные наименования
- 188-му гвардейскому штурмовому авиационному полку было присвоено почётное наименование «Будапештский»[5]
- 190-му гвардейскому штурмовому авиационному полку было присвоено почётное наименование «Будапештский»[5]

## Награды
- 12-я гвардейская Рославльская штурмовая авиационная дивизия награждена орденом Красного знамени
- 12-я гвардейская Рославльская Краснознамённая штурмовая авиационная дивизия награждена орденом Богдана Хмельницкого
- 187-й гвардейский штурмовой авиационный полк Указом Президиума Верховного Совета СССР награждён орденом «Боевого Красного Знамени»
- 188-й гвардейский штурмовой авиационный полк Указом Президиума Верховного Совета СССР награждён орденом «Кутузова III степени»
- 188-й гвардейский штурмовой авиационный Будапештский ордена Кутузова полк за образцовое выполнение заданий командования в боях с немецкими захватчиками при овладении городами Яромержице, Зноймо, Голлабрун, Штоккерау и проявленные при этом доблесть и мужество Указом Президиума Верховного Совета СССР от 4 июня 1945 года награждён орденом «Александра Невского»[6].
- 190-й гвардейский штурмовой авиационный полк Указом Президиума Верховного Совета СССР награждён орденом «Суворова III степени»
- 190-й гвардейский штурмовой авиационный полк Указом Президиума Верховного Совета СССР награждён орденом «Кутузова III степени»

## Благодарности Верховного Главнокомандующего
Верховным Главнокомандующим дивизии объявлены благодарности:
- За овладение городом Будапешт[7]
- За овладение Естергом, Несмей, Фельше-Галла, Тата, а также заняли более 200 других населённых пунктов[8]
- За овладение городами Дьер и Комаром[9].
- За овладение городами Комарно, Нове-Замки, Шураны, Комьятице, Врабле — сильными опорными пунктами обороны немцев на братиславском направлении[10]
- За овладение городами Мадьяровар и Кремница[11]
- За овладение важным промышленным центром и главным городом Словакии Братислава — крупным узлом путей сообщения и мощным опорным пунктом обороны немцев на Дунае[12]
- За овладение городами Малацки, Брук, Превидза, Бановце[13]
- За овладение городам городом Брно[14]
- За овладение городами Яромержице и Зноймо и на территории Австрии городами Голлабрунн и Штоккерау — важными узлами коммуникаций и сильными опорными пунктами обороны немцев[15]

## Отличившиеся воины дивизии
- Воронков Владимир Романович, гвардии старший лейтенант, командир звена 190-го гвардейского штурмового авиационного полка 12-й гвардейской штурмовой авиационной дивизии 3-го гвардейского штурмового авиационного корпуса 5-й воздушной армии Указом Президиума Верховного Совета СССР 15 мая 1946 года удостоен звания Герой Советского Союза. Золотая Медаль № 6902
- Знаменский Владимир Иванович, гвардии старший лейтенант, командир звена 187-го гвардейского штурмового авиационного полка 12-й гвардейской штурмовой авиационной дивизии 3-го гвардейского штурмового авиационного корпуса 5-й воздушной армии Указом Президиума Верховного Совета СССР 15 мая 1946 года удостоен звания Герой Советского Союза. Золотая Медаль № 6138
- Куликов Николай Алексеевич, гвардии старший лейтенант, командир эскадрильи 187-го гвардейского штурмового авиационного полка 12-й гвардейской штурмовой авиационной дивизии 3-го гвардейского штурмового авиационного корпуса 5-й воздушной армии Указом Президиума Верховного Совета СССР 15 мая 1946 года удостоен звания Герой Советского Союза. Золотая Медаль № 9021
- Латыпов Куддус Канифович, гвардии лейтенант, командир звена 187-го гвардейского штурмового авиационного полка 12-й гвардейской штурмовой авиационной дивизии 3-го гвардейского штурмового авиационного корпуса 5-й воздушной армии Указом Президиума Верховного Совета СССР 15 мая 1946 года удостоен звания Герой Советского Союза. Золотая Медаль № 6665
- Макаров Алексей Трифонович, гвардии старший лейтенант, командир звена 187-го гвардейского штурмового авиационного полка 12-й гвардейской штурмовой авиационной дивизии 3-го гвардейского штурмового авиационного корпуса 5-й воздушной армии Указом Президиума Верховного Совета СССР 15 мая 1946 года удостоен звания Герой Советского Союза. Золотая Медаль № 6898
- Осипенко Михаил Степанович, гвардии старший лейтенант, командир эскадрильи 188-го гвардейского штурмового авиационного полка 12-й гвардейской штурмовой авиационной дивизии 3-го гвардейского штурмового авиационного корпуса 5-й воздушной армии Указом Президиума Верховного Совета СССР 15 мая 1946 года удостоен звания Герой Советского Союза. Золотая Медаль № 6673.
- Палагин Владимир Степанович, гвардии капитан, командир эскадрильи 188-го гвардейского штурмового авиационного полка 12-й гвардейской штурмовой авиационной дивизии 3-го гвардейского штурмового авиационного корпуса 5-й воздушной армии Указом Президиума Верховного Совета СССР 15 мая 1946 года удостоен звания Герой Советского Союза. Золотая Медаль № 8995
- Стробыкин-Юхвит Николай Николаевич, гвардии старший лейтенант, командир звена 190-го гвардейского штурмового авиационного полка 12-й гвардейской штурмовой авиационной дивизии 3-го гвардейского штурмового авиационного корпуса 5-й воздушной армии Указом Президиума Верховного Совета СССР 15 мая 1946 года удостоен звания Герой Советского Союза. Золотая Медаль № 2876

## Базирование
| Период            | Место базирования  |
| ----------------- | ------------------ |
| 04.1945 — 06.1945 | Штрасхоф (Австрия) |
| 04.1945 — 05.1947 | Плевен (Болгария)  |